# Schloss Thanhausen
Das denkmalgeschützte Schloss Thanhausen befindet sich in dem gleichnamigen Ortsteil der Oberpfälzer Stadt Bärnau im Landkreis Tirschenreuth (Schloßplatz 1).

## Geschichte
Erstmals erwähnt wird die Hofmark Thanhausen 1215, als ein Siboto de Tanhusen als Zeuge einer Urkunde in Eger zwischen Kaiser Friedrich II. und dem Regensburger Bischof Konrad genannt wird. Thanhausen galt seit dem 15. Jahrhundert als eine Pertinenz des kurpfälzischen Pflegamtes Bärnau. 1522 wird Hermann Thandorfer zu Thanhausen als Landsasse geführt. Zwischen 1563 und 1570 werden hier seine Erben genannt. Seit 1583 wird hier Wolf Sigmund von Rosenau genannt, 1599 die Vormünder seiner Erben. 1607 ist hier Hans Wolf von Hildrieth ansässig, 1615 Albrecht Thoß (Doss) von Ehrbach, 1624 die Vormünder von dessen sieben noch unmündigen Kindern. 1627 ist hier Hans Christoph Thoß und 1652 seine Witwe Elisabeth Thoß genannt, für diese legt Obrist Bartels den Landsasseneid ab.
Am 17. August 1667 kauft von den Thoß’schen Erben Georg Christoph Ritschel zu Reuth das als freies Eigen bezeichnete Gut. Bei diesem Kauf wurde ein Salbuch angelegt, in dem nochmals der Rechtsstatus von Thanhausen festgelegt wurde. Danach lag die niedere Gerichtsbarkeit bei der Grundherrschaft, für Malefizstrafsachen war der Landrichter zu Bärnau zuständig. Der hohe und der niedere Wildbann stand der Grundherrschaft zu, dabei mussten aber gewisse Abgaben geleistet werden. Der Grundherrschaft stand bei einem Todesfall das Besthaupt zu, daneben waren Zehentabgaben, Scharwerksdienste, Feld- und Taglohnarbeiten von den Untertanen zu leisten. Am 2. Februar 1722 ging der Besitz durch Kauf an den Pflegesohn Franz Heinrich Ritschel über. 1718 folgte diesem Johann Wolfgang Christian Ritschel von Hartenbach. Am 4. Februar 1722 wurde Thanhausen zugleich mit dem Gut Hermannsreuth und dem Edelsitz Heimhof von Joseph Anton von Plankenheim gekauft. Mit Kaufvertrag vom 16. Mai 1737 übereignete dieser Thanhausen und Heimhof seinem Schwiegersohn Philipp Anton von Boslarn. Dessen Witwe Maria Franziska verkaufte am 22. Mai 1754 Thanhausen und die anderen Güter an Johann Maximilian Grill von Altdorf, Oberforstmeister des Bischofs von Olmütz. Nach dessen Tod folgte 1767 ihm sein Sohn Johann Augustin Karl von Altdorf. Unter ihm wurde gegen den Rechtsstatus von Thanhausen durch den Landrichter zu Bärnau Einspruch erhoben.
Nach dem Tod des Johann Augustin Karl († am 11. Juni 1792) folgte ihm seine einzige Tochter Josepha, die 1806 den oberpfälzischen Appelationsgerichtsrat Karl von Korb ehelichte. 1807 wurden die Grundrechtsgerechtsame aufgehoben, aber 1814 wieder zugestanden. Für den Gutsbezirk und den nunmehrigen Meierhof Heimhof wurde das Ortsgericht Thanhausen gebildet, das am 30. November 1818 in ein Patrimonialgericht II. Klasse umgewandelt wurde.

## Schloss Thanhausen heute
Das ehemalige Schloss ist ein zweigeschossiger, verputzter Massivbau mit einem Satteldach und einem Eckturm. Das Haus besitzt eine korbbogige Tordurchfahrt mit einer Pilastergliederung. Es wurde in Barockmanier nach dem Brand von 1787 neu erbaut. Aber bereits am 14. September 1631 soll das Schloss während des Dreißigjährigen Krieges durch das Regiment Breda durch eine Unachtsamkeit eines Koches zum ersten Mal abgebrannt sein. Zu dem denkmalgeschützten Anwesen gehört auch ein Ökonomiegebäude. Dieses ist ein eingeschossiger, verputzter Massivbau mit einem Walmdach über einem hohen Kellergeschoss. Darauf befindet sich die Jahreszahl 1780. Die das Anwesen umschließende Mauer mit einem Rundbogentor stammt aus der Zeit um 1800.
Zu erwähnen ist auch die ehemalige Schlosskirche St. Joseph, die durch die Freiherrn von Korb errichtet wurde. Sie ist ein rechteckiger Saalbau mit einem zierlichen zwiebelgekröntem Ostturm und angebauter Sakristei. Im Türsturz findet sich die Jahreszahl 1791. Sie wurde nach einem Brand 1893/95 wiederhergestellt. Der neuromanische Hochaltar besitzt ein Altarbild mit einer Darstellung des heiligen Josef und Statuen der heiligen Katharina und des heiligen Johannes Nepomuk. In der Kirche befinden sich noch Figuren der Maria Immaculata, des heiligen Josef und des heiligen Leonhard, eine Herz-Jesu-Statue sowie ein Kreuz. Unter der Empore sind Grabsteine des Georg Christoph Ritschel von Hartenbach auf Thanhausen von 1676 und eine Steintafel mit dem Wappen der Plankenheimer und der Jahreszahl 1721.